# Combrée
Combrée è un comune francese di 2 773 abitanti situato nel dipartimento del Maine e Loira nella regione dei Paesi della Loira.

## Società

### Evoluzione demografica
Abitanti censiti
| Sesso   | Percentuale |
| ------- | ----------- |
| Maschi  | 47.2%       |
| Femmine | 52.8%       |

| Gruppi d'età | Percentuale |
| ------------ | ----------- |
| 20 – 39      | 21.4%       |
| 40 – 59      | 22.6%       |
| 60 – 74      | 19.2%       |
| Oltre 75     | 13.3%       |

| Dimensione famiglie | Percentuale   |
| ------------------- | ------------- |
| 1                   | 32%           |
| 2                   | 36.1%         |
| 3                   | 11.6%         |
| 4                   | 11.2 %        |
| 5                   | 7.8%          |
| 6 o più             | 1.3%          |
| Totale              | 1024 famiglie |